# Conseil du loisir scientifique du Saguenay–Lac-Saint-Jean
Le  Conseil du loisir scientifique du Saguenay–Lac-Saint-Jean (ou CLS du Saguenay–Lac-Saint-Jean) est un organisme à but non lucratif québécois qui œuvre à la promotion et au développement des activités de loisir et de culture scientifique et technologique.  Pour remplir son mandat, le Conseil du loisir scientifique organise plusieurs activités qui s'adressent aux jeunes de 6  à   20 ans dans l’intention d’accroître leur intérêt pour les sciences, voire de les encourager à poursuivre une carrière scientifique.
Le CLS du Saguenay–Lac-Saint-Jean produit et publie des documents de vulgarisation. L’équipe du CLS intervient également dans plusieurs projets régionaux où son expertise scientifique est mise à contribution : livres, CD, panneaux d'interprétation, montages interactifs, expositions, salles de découvertes, maquettes, etc.
Le Conseil du loisir scientifique du Saguenay-Lac-Saint-Jean a changé de nom en 2017 et se nomme désormais Technoscience Saguenay-Lac-Saint-Jean.

## Historique
Fondé en 1981, le CLS du Saguenay–Lac-Saint-Jean visait initialement à représenter les groupes de loisir scientifique et à promouvoir le loisir scientifique. Au cours des ans, sa mission s'est d’abord élargie à la promotion et au développement de la culture scientifique, puis à la promotion des carrières en sciences et technologies. Les activités de loisir ne constituent qu'un des moyens utilisés pour assurer sa mission.
Dans la région, le CLS est le principal intervenant en culture scientifique. Depuis une vingtaine d'années, le partenariat avec les milieux scolaire, municipal, muséologique et technologique est à la base du développement de ses différentes activités.

## Fonctionnement
Le CLS du Saguenay–Lac-Saint-Jean est membre du Réseau CDLS-CLS, lequel comprend le Conseil de développement du loisir scientifique (CDLS) et neuf (9) conseils régionaux de loisir scientifique. Ce réseau québécois a pour mission principale de promouvoir la science et la technologie. L’appartenance à ce réseau permet de mettre en place des programmes à l’intention des jeunes et de favoriser les échanges entre les différentes régions du Québec.
Les actions du CLS se partagent en deux grands volets, soit les activités et les productions. Tout d’abord, il y a les cinq grandes activités Réseau, c’est-à-dire les finales régionales de l’Expo-sciences, du Défi génie inventif, du Défi apprenti génie ainsi que les activités du Club des Débrouillards et des Innovateurs à l'école. Le CLS organise aussi des activités en partenariat avec d’autres organisations, dont le Mérite scientifique régional. Enfin, un autre programme appelé Les coulisses de la science, une production originale du CLS, permet aux jeunes d’explorer de diverses manières les professions en science, en technologie et en santé. Le site Internet CoulissesDeLaScience.TV, se consacre depuis 2009 à la sensibilisation des jeunes aux carrières en science et en technologie grâce à la diffusion de vidéos portant sur ces domaines.
Le CLS propose une gamme de produits et de services diversifiés comme la réalisation de différentes productions et publications (livres, cédéroms, etc.), la conception de panneaux d’interprétation pour des circuits touristiques et historiques ainsi que la présentation de diverses expositions. On compte aussi la création de plusieurs Salles de découvertes, la réalisation d’études et l’organisation d’événements à caractère scientifique.

## Technoscience Saguenay-Lac-Saint-Jean
Le Conseil du loisir scientifique du Saguenay–Lac-Saint-Jean a changé de nom en septembre 2017 et se nomme désormais Technoscience Saguenay-Lac-Saint-Jean.

La mission de Technoscience Saguenay–Lac-Saint-Jean a été révisée pour être en accord avec ses activités actuelles : 
Technoscience Saguenay–Lac-Saint-Jean fait la promotion de la culture scientifique et valorise les carrières en science et en technologie auprès de la population du Saguenay–Lac-Saint-Jean et tout particulièrement auprès des jeunes. Il organise à cet effet une multitude d’activités dans l’intention d’accroître leur intérêt pour les sciences, voire de les encourager à poursuivre une carrière scientifique.
Technoscience Saguenay–Lac-Saint-Jean est membre du Réseau Technoscience. Ce réseau, unique au Québec, a pour mission principale de promouvoir la science et la technologie. L’appartenance à ce réseau permet d’accroître le développement d’une expertise de qualité dans la mise en place de programmes à l’intention des jeunes et favorise les échanges entre les différentes régions du Québec.